# David Brin

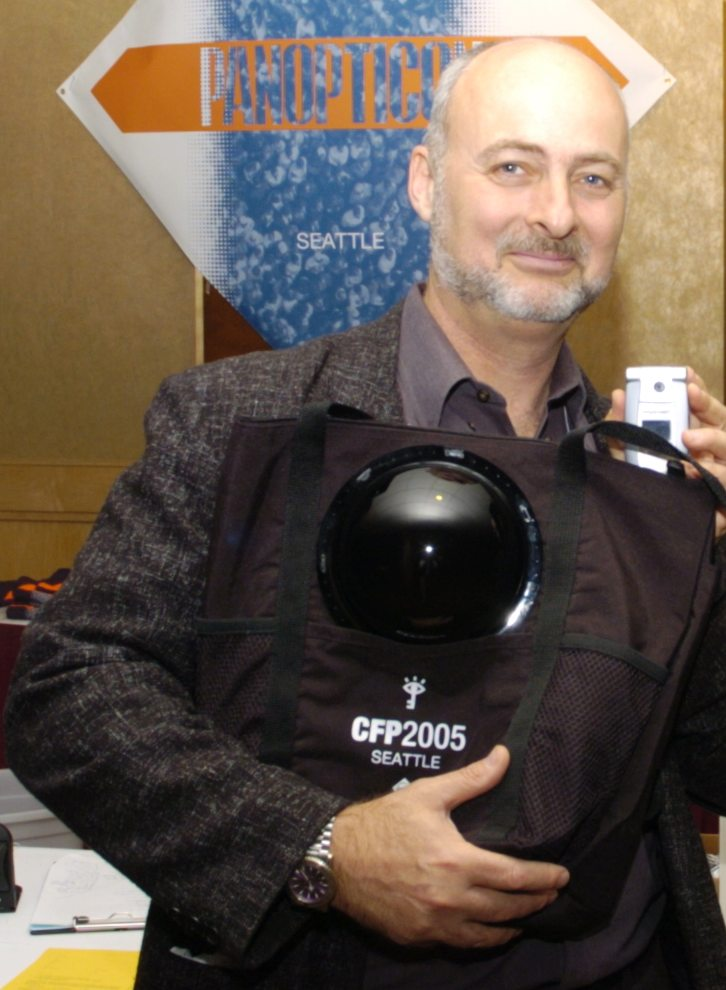
David Brin (2005)

Glen David Brin (Glendale (Californië), 6 oktober 1950) is een Amerikaanse sciencefictionschrijver.
In 1981 is Brin gepromoveerd in astrofysica aan de Universiteit van Californië in San Diego. Hij heeft gewerkt als adviseur van NASA en als professor in de natuurkunde.
Met Startide Rising won hij de Hugo, Nebula en Locus Awards. The Postman won de Locus en John W. Campbell Memorial Award en werd verfilmd. Ook The Uplift War was erg succesvol met een Hugo en Locus Award. Het kort verhaal The Crystal Spheres uit 1984 was ook goed voor een Hugo.